# Электроприбор (завод, Воронеж)
Акционерное общество НПО «Электроприбор-Воронеж» - предприятие, существовавшее в  городе Воронеже с 1956 по 2021 год и производившее оборудование для летательных аппаратов   

## История
Акционерное общество НПО «Электроприбор-Воронеж» было создано как авиаприборостроительный завод в 1956 году. Незадолго до этого на основании постановления Совета Министров СССР от 18 февраля 1953 г. исполкомом Воронежского Горсовета был выделен участок для строительства завода «Электроприбор» в квартале улиц 20 лет Октября и Челюскинцев Ленинского района г. Воронежа. Согласно приказу министра авиационной промышленности Дементьева П.В. №261 от 4 мая 1956 года строящееся предприятие вступило в действие под названием п/я 2. 
в 1950-е годы руководство Министерства авиационной промышленности (МАП) СССР взяло курс на расширение работ в области производства современного бортового оборудования для летательных аппаратов.  Планами МАП предусматривалось формирование многих ОКБ и строительство заводов приборного профиля по всей территории СССР. Воронеж, расположенный в центре Европейской части СССР, представлялся весьма перспективным местом для развития новых технологий ввиду близости к крупным научным центрам, высокого уровня промышленности, удобной транспортной сети и большого кадрового потенциала.
По воспоминаниям первого директора завода К.В. Шилина стройка шла с большим трудом, постоянно не хватало рабочих рук и материалов. Сроки срывались. К апрелю 1956 г. был построен вспомогательный корпус № 2, в итоге 4 мая 1956 г. Приказом Министра авиационной промышленности П.В. Дементьева предприятие было введено в эксплуатацию. Развитие завода замедлилось в связи с ликвидацией союзных министерств и образованием Совнархозов, однако и в новой структуре управления руководство завода сумело определить роль и место предприятия в системе авиаприборостроения.
В первые несколько лет завод выпускал подстроечные реостаты типа 39200, ветрочеты ВШ-1 и пластмассовые детали для кооперированных поставок другим авиаприборостроительным заводам: МПЗ-1, МПЗ-2, «Темп» и другим. Несколько позднее предприятие освоило серийный выпуск всех типов приемников воздушного давления, датчиков углов атаки и скольжения, рулевых машин и агрегатов для самолетов различного типа.
В 1960–1962 гг. на «Электроприборе» было начато производство датчиков давления ДДМ, силовых реле РС-3М, вибропреобразователей типа ВП-55 и ВПГ-58.
В 1960 г. введен в эксплуатацию корпус № 1, с последующей организацией механических цехов № 1, 8, 14 , сборочного цеха № 3, а также размещения технических отделов и заводоуправления в этом здании. Накопленный инженерным и производственным персоналом опыт в сочетании с расширившимися технологическими возможностями позволили в 1960 г. приступить к выпуску более сложных изделий – автомата сигнализации критических режимов АСКР; автомата углов атаки скольжения и перегрузок АУАСП.
В конце 1960-х гг. предприятие освоило большую номенклатуру выпускаемой продукции, обеспечивая ежегодный выпуск порядка 15–20 наименований продукции. 
Тогда же знаковым событием «Электроприбора» стало начало серийного выпуска сложной аналоговой счетно-решающей системы 1А18 для наведения зенитных управляемых ракет, разработанной на Ленинградском ОКБ «Электроавтоматика», которое приложило немало усилий к отработке конструкторской документации. Работники "Электроприбора", в свою очередь, создавали необходимую инфраструктуру, осваивали новые техпроцессы изготовления тригонометрических потенциометров, мелкомодульных зубчатых колес, каркасных деталей. Пришлось вникать в тонкости стапельной сборки и объемного монтажа, для которых был построен корпус № 3 площадью 11 000 квадратных метров. Для обеспечения требуемого качества изделий модернизировались контрольная служба, инструментальное производство, создан отдел главного металлурга.
В 1980-е годы«Электроприбора» освоением производства сложных цифровых изделий для военных и гражданских самолетов нового поколения, таких, как МиГ-29, МиГ-31, Су-25, Су-27, Ил-76, Ил-86 и многих других.
Также производятся бортовые вычислительные системы воздушных сигналов СВС-2ц, прицельно-пилотажный индикатор ППИ-70, информационно-вычислительный комплекс высотно-скоростных параметров ИКВСП, разработанные Московским ОКБ «Восход», системы ограничительных сигналов СОС-2 и УУАП разработки Ульяновского конструкторского бюро приборостроения. В это время на заводе проведены большие работы по реконструкции ряда цехов с целью модернизации и освоения новых производственных процессов – напыления полупрозрачных зеркал золотом в глубоком вакууме, литья и обработки уникальных корпусных деталей, внедрения свето-волоконной оптики.
Для контроля выходных параметров изделий на «Электроприборе» впервые была внедрена вычислительная техника, что повысило точность измерений и значительно снизило трудоемкость. Освоение системы автоматического управления САУ-155 для перехватчика МиГ-31 стало новым этапом в развитии завода, ступенью в наращивании его возможностей и одновременно актом признания высокой квалификации персонала. Освоение тонкопроводного монтажа, дальнейшее внедрение вычислительной техники для контроля параметров и ряд других новаторских решений позволили «Электроприбору» производить счетно-решающие и управляющие системы практически любой сложности.
Вместе с выпуском специзделий предприятие разрабатывало и осваивало товары народного потребления и гражданскую продукцию: популярные магнитофоны «Астра» и «Элегия», многофункциональный прибор ГФ-07 для контроля и ремонта медицинских приборов и др. 
В 1990 г. в условиях глубокой конверсии «Электроприбор» активно включился в поиск, разработку, освоение и выпуск новых изделий гражданской продукции и товаров народного потребления. При адаптации к рыночной ситуации предприятие, как и многие другие представители ОПК, входит в кризисную стадию 
Тогда же предприятие акционируется, а генеральным директором избирается  В.Г. Булатов, благодаря его умелому руководству и поиску новых связей удалось не только сохранить традиционную номенклатуру авиационных изделий, но и начать выпуск востребованной высокотехнологичной продукции массового применения. Завод сохранил кадры и возможность выпуска новой техники. 
В середине 1990-х гг. были запущены в серийное производство изделия СОС-2-7 вар., КИСС-2-10, СПКР и др. для самых современных самолетов Су-30, Ил-96, Ту-204 и др. Ведутся экспортные поставки приборов и систем для самолетов СУ-30МКК и СУ-30МКИ.
К 2000-м годам  «Электроприбор» входит в  корпорацию «Аэрокосмическое оборудование», в рамках которой развиваются работы по освоению целого ряда автокомпонентов, что открывает определенные перспективы для дальнейшего развития предприятий. Корпорация в значительной степени способствовала техническому перевооружению завода.
«Электроприбор» представлял собой современное производство с системой менеджмента качества в соответствии с международными стандартами. Завод переоборудован по современным стандартам на тот момент. Была внедрена система автоматического проектирования Pro Engineer, освоено производство сложных по форме деталей с помощью электроэрозионных станков фирмы Agie, обрабатывающих центров фирмы Fadal, приобретен комплект оборудования для порошкового окрашивания в электростатическом поле. Имелось оборудование для производства литья из пластмасс, листовой и объемной штамповки, изготовления печатных плат, собственное инструментальное производство  а также сложные штампы, литьевые и пресс формы. 
В 2013 году завод продан компании Ростех. 
В 2014 году часть акций завода куплена основным заказчиком - Ульяновским КБ Приборостроения. 
С 2019 года завод входит в кризисную стадию. В связи со снижением заказов производство готовой продукции постепенно сокращается, рабочая неделя становится трехдневной, начинается сокращение персонала, например до 1 апреля 2020 года сокращено 500 человек. Начинается вывоз оборудования в Казань на местный приборостроительный завод, работающий по аналогичному профилю. 
В декабре 2021 года территория завода "Электроприбор" продана строительным структурам ГК "Развитие". Летом 2022 года начался снос корпусов завода.  Особо резонансным случаем стал снос здания заводской котельной, из-за чего без отопления и горячей воды остались жилые дома, расположенные рядом с заводом. Сохранены  несколько корпусов, в которых на 2024 год ведется реконструкция в бизнес-центры, освобожденная от зданий площадка планировалась под IT-парк и жилую застройку, однако из-за разногласий между администрацией города и застройщиком при переводе назначения из промышленного в земли жилой застройки никаких работ не ведется.  

## Продукция
- Бортовое оборудование для военных и гражданских самолетов
- Медицинское оборудование
- Товары народного потребления (Счетчики газа, весы, кассетные магнитофоны "Элегия" различных модификаций, инструменты) [10]